# Gamsiella multidivaricata
Gamsiella multidivaricata är en svampart som först beskrevs av R.K. Benj., och fick sitt nu gällande namn av Benny & M. Blackw. 2004. Gamsiella multidivaricata ingår i släktet Gamsiella och familjen Mortierellaceae.   Inga underarter finns listade i Catalogue of Life.